# AC米蘭女子隊
米蘭足球會（Associazione Calcio Milan）通常簡稱米蘭女足或AC米蘭，是一家意大利女子足球球會，位於米蘭，是同名職業球會的一部分。球隊在2018年透過比斯卡拉女足取得牌照而成立，目前在意大利甲組足球聯賽中角逐。

## 榮譽
- 意甲
  - 亞軍 (1)：2020–21
- 意大利盃
  - 亞軍 (1)：2020–21
- 意大利超級盃
  - 亞軍 (1)：2021

## 備註
1. ↑  A feminine plural of Rossoneri.

## 外部連結
- 官方网站 （義大利語、英語和葡萄牙語）